# Osric
Osric (... – VII secolo) è stato un sovrano inglese, regnò su Deira (632 - 633 o 633 - 634). Era cugino di re Edwin di Northumbria (Inghilterra del nord), essendo figlio di Aethelric, zio di Edwin. Osric era il padre di Oswine. Dopo la morte in battaglia di Edwin contro Cadwallon ap Cadfan del Gwynedd e Penda di Mercia, la Northumbria piombò nel caos. Eanfrith prese il potere in Bernicia e Osric nella Deira. Secondo Beda Osric fu cristiano come Eanfrith (che però tornò al paganesimo subito dopo aver preso il potere).  Eliminato Edwin, Cadwallon proseguì nella sua devastazione della Northumbria. Beda dice che Osric assediò Cadwallon, che però fece una sortita con le sue truppe e lo sconfisse.

### Fonti antiche
- Beda, Ecclesiastical History of the English People, Book III, Chapter I. Archiviato il 13 maggio 2011 in Internet Archive.